# Lowestoft
Lowestoft è una città di 57 746 abitanti della contea del Suffolk, in Inghilterra.
È soprannominata The Sunrise Coast per il panorama che offre all'alba. La città è molto sicura ed offre ottime spiagge che hanno ottenuto la bandiera blu nel 2002. La sua economia si basa sul turismo e risulta molto popolata da studenti in vacanza-studio.
Geograficamente, risulta essere il centro abitato più orientale dell'intero Regno Unito, mentre il punto geografico più orientale in assoluto si trova a Lowestoft Ness (o Ness Point), poco più a nord del centro di Lowestoft.